# Diathoneura nana
Diathoneura nana är en tvåvingeart som först beskrevs av Samuel Wendell Williston  1896.  Diathoneura nana ingår i släktet Diathoneura och familjen daggflugor. Inga underarter finns listade i Catalogue of Life.